# Gurbănești
Gurbănești è un comune della Romania di 1 510 abitanti, ubicato del distretto di Călărași, nella regione storica della Muntenia.
Il comune è formato dall'unione di 6 villaggi: Codreni, Coțofanca, Gurbănești, Preasna, Preasna Veche, Valea Presnei.